# Bercloux
Bercloux és un municipi francès situat al departament del Charente Marítim i a la regió de la Nova Aquitània. L'any 2007 tenia 358 habitants.

## Demografia

### Població
El 2007 la població de fet de Bercloux era de 358 persones. Hi havia 146 famílies de les quals 36 eren unipersonals (8 homes vivint sols i 28 dones vivint soles), 53 parelles sense fills, 41 parelles amb fills i 16 famílies monoparentals amb fills.
La població ha evolucionat segons el següent gràfic:
Habitants censats

### Habitatges
El 2007 hi havia 190 habitatges, 149 eren l'habitatge principal de la família, 18 eren segones residències i 23 estaven desocupats. Tots els 190 habitatges eren cases. Dels 149 habitatges principals, 128 estaven ocupats pels seus propietaris, 15 estaven llogats i ocupats pels llogaters i 6 estaven cedits a títol gratuït; 14 tenien dues cambres, 34 en tenien tres, 43 en tenien quatre i 58 en tenien cinc o més. 122 habitatges disposaven pel capbaix d'una plaça de pàrquing. A 82 habitatges hi havia un automòbil i a 51 n'hi havia dos o més.

### Piràmide de població
La piràmide de població per edats i sexe el 2009 era:
| Homes | Edats   | Dones |
| ----- | ------- | ----- |
| 0     | 95 o +  | 0     |
| 0     | 90 a 94 | 4     |
| 0     | 85 a 89 | 8     |
| 0     | 80 a 84 | 4     |
| 8     | 75 a 79 | 12    |
| 8     | 70 a 74 | 16    |
| 8     | 65 a 69 | 20    |
| 16    | 60 a 64 | 8     |
| 4     | 55 a 59 | 12    |
| 12    | 50 a 54 | 8     |
| 0     | 45 a 49 | 12    |
| 16    | 40 a 44 | 8     |
| 12    | 35 a 39 | 8     |
| 16    | 30 a 34 | 12    |
| 16    | 25 a 29 | 12    |
| 0     | 20 a 24 | 0     |
| 0     | 15 a 19 | 12    |
| 16    | 10 a 14 | 4     |
| 8     | 5 a 9   | 4     |
| 4     | 0 a 4   | 4     |

## Economia
El 2007 la població en edat de treballar era de 206 persones, 144 eren actives i 62 eren inactives. De les 144 persones actives 129 estaven ocupades (71 homes i 58 dones) i 15 estaven aturades (6 homes i 9 dones). De les 62 persones inactives 24 estaven jubilades, 10 estaven estudiant i 28 estaven classificades com a «altres inactius».

### Ingressos
El 2009 a Bercloux hi havia 164 unitats fiscals que integraven 413 persones, la mediana anual d'ingressos fiscals per persona era de 15.913 €.

### Activitats econòmiques
Dels 10 establiments que hi havia el 2007, 2 eren d'empreses alimentàries, 4 d'empreses de construcció, 3 d'empreses de comerç i reparació d'automòbils i 1 d'una empresa immobiliària.
Dels 4 establiments de servei als particulars que hi havia el 2009, 1 era un guixaire pintor, 1 fusteria, 1 lampisteria i 1 electricista.
L'únic establiment comercial que hi havia el 2009 era una carnisseria.
L'any 2000 a Bercloux hi havia 31 explotacions agrícoles que ocupaven un total de 1.219 hectàrees.

## Poblacions més properes
El següent diagrama mostra les poblacions més properes.